# Хвоса (річка)
Струмок Хвоса — річка в Україні, у Хмільницькому районі Вінницької області, права притока Сниводи (басейн Південного Бугу).

## Опис
Довжина річки приблизно 13 км. Формується з багатьох безіменних струмків та водойм.

## Розташування
Бере початок на південному заході від Зозулинців. Тече переважно на південний схід через Сьомаки і впадає в річку Снивода, ліву притоку Південного Бугу, за 22 км від її гирла.
Річку перетинає автомобільна дорога Р31.

## Притоки
Річка без назви - ліва притока. Бере початок на північно-західній околиці села Зозулинці. Тече переважно на південний схід через село Пустовійти і впадає у Струмок Хвоса на північно-східній стороні від села Білий Рукав за 4,5 км від йлго гирла. Довжина річки 6 км, площа басейну - 13,2 км².
Річка без назви - ліва притока. Бере початок на південно-східній стороні від села Філіопіль. Тече переважно на пінічний схід через село Білий Рукав і впадає у Струмок Хвоса між селами Пустовійти та Сьомаки за 5 км від його гирла.  Довжина річки 6 км, площа басейну - 15 км².